# Љубав (филм из 1984)
„Љубав” је југословенски и словеначки филм први пут приказан 5. новембра 1984. године. Режирао га је Рајко Ранфл који је написао и сценарио.

## Улоге
| Глумац             | Улога             |
| ------------------ | ----------------- |
| Јожица Авбељ       | Сестра Цецилија   |
| Иво Баришић        |                   |
| Данило Бенедичич   |                   |
| Рок Богатај        | Марјан            |
| Берта Бојети       |                   |
| Силво Божић        | Франта            |
| Рудолф Чамерник    |                   |
| Славко Церјак      | Јоже              |
| Рок Цветков        | Војак             |
| Марјета Дужевич    |                   |
| Јанез Ержен        |                   |
| Ленча Ференчак     | Мати тилка        |
| Сергеј Ферари      |                   |
| Макс Фуријан       |                   |
| Бернарда Гаспарчич | Милена            |
| Марјан Хластец     | Чрпалкар          |
| Ангелца Хлебце     | Папагајчкова мати |
| Јанез Јемец        | Папагајчек        |
| Изток Јереб        |                   |
| Весна Јевникар     | Тилка             |
| Маја Кобал         | Марија            |
| Франц Коделе       |                   |
| Роман Кончар       | Јанез             |

Остале улоге  ▼
| Глумац           | Улога        |
| ---------------- | ------------ |
| Марјета Курент   | Валерија     |
| Гојмир Лешњак    | Цирил        |
| Мирољуб Лешо     |              |
| Урош Мачек       | Борис        |
| Изток Млакар     | Берти        |
| Јоже Мраз        | Оце виктор   |
| Јерца Мрзел      | Малка        |
| Деса Муцк        | Францка      |
| Милена Мухич     | Винкова мати |
| Томаж Пипан      |              |
| Павле Равнохриб  | Тоне         |
| Маја Север       |              |
| Бранко Штурбеј   | Ладо         |
| Наташа Васиљевић |              |
| Божо Вовк        |              |
| Бране Вовтар     |              |
| Јоже Вуншек      |              |
| Бранко Завршан   | Вики         |
| Војко Зидар      | Еди          |
| Франци Звипељ    |              |